# Forschungsethik
Die Forschungsethik beschäftigt sich mit den ethischen Grundlagen der Forschung und dem Spannungsfeld zwischen Forschungsinteressen und der Einhaltung allgemeingültiger Normen und Werte. Im Zentrum des Interesses stehen dabei Fragen nach der Verantwortung und Verantwortbarkeit von Forschung und ihren möglichen Auswirkungen auf den Einzelnen und die Gesellschaft.
Beispiele für gesellschaftlich relevante Problemfelder der Forschungsethik sind die Bereiche Tierversuche oder Menschenversuche mit Probanden, Stammzellenforschung, Gentechnik, die Forschung zu Rüstungszwecken, der Ressourcenverbrauch durch die Forschung und der Datenschutz.
Wissenschaftliche Fachgesellschaften entwickeln disziplinbezogen forschungsethische Prinzipien und Kodizes. Forschungsethikkodizes dienen unter anderem der forschungsethischen Begutachtung von Forschungsvorhaben durch Ethikkommissionen. Allgemein anerkannt sind die Prinzipien der Nichtschädigung von Forschungsteilnehmenden und der freiwilligen und informierten Einwilligung. Diese werden mit Bezug auf die Disziplin und deren Forschungspraxen ausformuliert und ergänzt. So spielt in der Forschung der Sozialen Arbeit das Prinzip der Beteiligung ebenfalls eine wichtige Rolle für forschungsethische Entscheidungen.